# サンライズ西条加工センター
株式会社サンライズ西条加工センター（サンライズさいじょうかこうセンター）は、愛媛県西条市ひうちに本社を置く企業。日本経済団体連合会が提唱する「未来都市モデルプロジェクト」の1つである「西条農業革新都市」における取組主体の1つとして、パッケージ・カット野菜を製造・販売を行っている。

## 概要
2014年2月に住友化学の他、地元の農業協同組合・企業・銀行などの出資で設立。10月にはカット野菜工場が竣工した。HACCP対応工場としては四国最大級を誇る。
サンライズファーム西条で栽培された野菜や全国から仕入れた野菜を加工し、業務用カット野菜として弁当販売業者や冷凍食品製造会社などに販売している。工場を夜間に稼働させ生産力を高める事を想定したが、人手が集まらず、業績が低迷。2022年9月末までに工場の操業を終えて設備継承先を探し2022年度中の会社解散を行う事が発表された。

## 沿革
- 2014年
  - 2月 - 住友化学・高瀬運送・西条市農業協同組合・西条産業情報支援センター、伊予銀行、ヤマエ久野の共同出資により「株式会社サンライズ西条加工センター」設立[3]。
  - 10月 - カット野菜工場が竣工[4]。
- 2015年
  - 2月 - 本社事務所が現在地に移転。
  - 5月 - 全国農業協同組合連合会愛媛県本部、愛媛銀行が新たに出資。